# Truus te Selle
Truus te Selle (Winterswijk, 4 september 1945) is een Nederlandse actrice. In 1972 was Truus een van de oprichters van de Rotterdamse toneelvereniging Onafhankelijk Toneel. Sinds 1979 werkt Truus als freelanceactrice. Zo was ze onder andere te zien in Goudkust, Gooische Vrouwen en Goede tijden, slechte tijden.
In 1994 speelde Te Selle de rol van Tessel van Benthem in Goede tijden, slechte tijden. Haar personage kreeg een affaire met Laura Selmhorst, een rol van Jette van der Meij. Hun kus haalde zelfs het RTL Nieuws, omdat dit voor die tijd nog erg nieuw was. Te Selle en Van der Meij zijn nog steeds bevriend.

## Filmografie

### Televisie
- Het vonnis (1984)
- Het Dagboek van Anne Frank - Edith Frank (1985)
- De zomer van '45 (1991)
- Bureau Kruislaan (1992)
- Goede tijden, slechte tijden - dr. Tessel van Benthem (1994)
- Goudkust - Eugénie d'Harencourt (1996–1997, 2000)
- Zwarte sneeuw - Lydia Bender (1996)
- Spangen - Rozenburg (1999)
- Blauw blauw (1999)
- Baantjer - Ilse ten Bosch (afl. De Cock en de moord op de werf, 2001)
- Costa! - Dorothee (2001)
- Ernstige Delicten - Eveline Wansink (2003)
- Gooische Vrouwen - Ingeborg Verschuur (2006)
- Zadelpijn en ander damesleed - Claudia (telefilm, 2007)
- Verborgen gebreken - Heleen Moleman (2009)
- Soof - Nelie (2013)
- Caps Club - Olga (2013)
- Divorce - Jet Schaeffer (2013-2015)
- Rechercheur Ria - Marga Manten(2014)
- Celblok H - Celeste van Gemert (2014)
- Flikken Maastricht - Else (afl. Het Dispuut, 2015)
- De Ludwigs - Gertruide (2016)
- Flikken Rotterdam - Diana Leegwater (afl. De rat, 2017)
- Brussel - Carla Jongma (2017)
- Zomer in Zeeland - Patricia (2018)

### Film
- Tiro - Dina Korst (1979)
- Golven - Jinny (1981)
- Giovanni - Diane (1983)
- Krokodillen in Amsterdam - Moeder (1990)
- Het heerlijk avondje - Moeder (1990)
- De kassière - Moeder van Lily (1989)
- De vader van Najib - moeder (korte film, 1993)
- Belle van Zuylen - Madame de Charrière - mevrouw Pourrat (1993)
- Goede tijden, slechte tijden: De reünie - dr. Tessel van Benthem (1998)
- Radeloos - oma van Yara (2008)
- De Heineken Ontvoering - Lucille Heineken-Cummins (2011)
- Daglicht - Marthe Benschop (2013)
- Hope - Els (tele-film, 2016)
- Bumperkleef - Trudy (2019)

## Theater
- Soldaat van Oranje - Koningin Wilhelmina (2011-2012)